# 金東区
金東区（きんとう-く）は中華人民共和国浙江省金華市に位置する市轄区。

## 行政区画
- 街道：多湖街道、東孝街道
- 鎮：孝順鎮、傅村鎮、曹宅鎮、澧浦鎮、嶺下鎮、江東鎮、塘雅鎮、赤松鎮
- 郷：源東郷